# Monika Kotowska
Monika Kotowska (* 5. November 1942 in Krakau; † 17. August 2012 in Warschau) war eine polnische Schriftstellerin und Drehbuchautorin.

## Werk
Das Werk der studierten Historikerin und Absolventin der Universität Warschau lässt sich dem Realismus zuordnen, welcher in der polnischen Literatur der 1960er Jahre das Leben der einfachen Menschen thematisierte. Sie war Mitglied des Polnischen Schriftstellerverbandes und schrieb hauptsächlich Jugendbücher.

## Bücher
- Bóg dla mnie stworzył świat. Opowiadania współczesne.  Iskry, Warschau 1957, OCLC 17959090
- "Most na drugą stronę" (Czytelnik, 1963)
- „The bridge to the other side“, 164 Seiten, 1970, mehrere Ausgaben, gebunden und Hardcover[2][3]
- "Kolorowe lato" (Iskry, 1980)
- "Piękna droga" (Czytelnik, 1986)
- "Schody do nieba" (Wydawnictwo Śląsk, 1988)
- "Magiczna moc" (Wydawnictwo Książkowe IBiS, 1998)[4]